# Everybody Loves a Nut
Everybody Loves a Nut ist das 23. Studioalbum des US-amerikanischen Country-Sängers Johnny Cash. Es erschien 1966 bei Columbia Records und wurde von Don Law und Frank Jones produziert.

## Titelliste
1. Everybody Loves a Nut (Text: Jack Clement) – 2:04
2. The One on the Right Is on the Left (Jack Clement) – 2:46
3. A Cup of Coffee (Ramblin’ Jack Elliott) – 4:40
4. The Bug That Tried to Crawl Around the World (Johnny Cash) – 2:54
5. The Singing Star’s Queen (Jackson King, Bill Mack) – 2:55
6. Austin Prison (Johnny Cash) – 2:06
7. Dirty Old Egg Sucking Dog (Jack Clement) – 2:05
8. Take Me Home (Jack Clement, Allen Reynolds) – 2:37
9. Please Don’t Play Red River Valley (Johnny Cash) – 2:54
10. Boa Constrictor (Shel Silverstein) – 1:45
11. Joe Bean (Bud Freeman, Leon Pober) – 3:05